# Paan Singh Tomar
Paan Singh Tomar è un film del 2012 diretto da Tigmanshu Dhulia.